# II. Klodvig frank király
II. Klodvig, más írásmóddal Clovis (634 októbere – 657. november 27.) frank király Neustriában és Burgundiában 639-től, Austrasia királya 656-tól haláláig.
I. Dagobert másodszülött fia, s édesanyja gyámsága alatt Neustria és Burgundia királya lett. 656-ban III. Sigebert austrasiai király halála és Grimoald majordomus megöletése után Austrasia is reá szállott s ily módon az egész Frank Birodalmat egyesítette kezében. Királyként Aega és Erchinoald neustriai majordomusok befolyása alatt állt.
Érdekesség, hogy az egyház feleségét, Bathildiszt szentként tiszteli.